# Fondazione di Modena
La Fondazione di Modena è una fondazione bancaria italiana. 

## Storia
La Fondazione di Modena, originariamente denominata Fondazione Cassa di Risparmio di Modena, è stata costituita il primo agosto 1991, dopo la fusione della Cassa di Risparmio di Modena ed il Monte di Bologna e Ravenna nella Carimonte Banca S.p.A., secondo quanto previsto dalla legge 218/90 “Amato-Carli”. Dalla fusione del Credito Romagnolo con Carimonte Banca S.p.a. è nata Rolo Banca 1473, successivamente entrata a far parte del gruppo UniCredit. 
La Cassa di Risparmio di Modena, fondata nella prima metà dell'Ottocento, era un ente pubblico nel quale convivevano due anime: quella rivolta all'esercizio del credito e quella rivolta a effettuare interventi di utilità sociale nei confronti della comunità. La Fondazione Cassa di Risparmio di Modena persegue le tradizioni civiche e filantropiche che erano proprie della Cassa di Risparmio di Modena e si prefigge – come espresso nel suo Statuto - “la promozione della ricerca scientifica e delle attività culturali, in particolare attraverso la conservazione, il recupero e la valorizzazione del patrimonio artistico, storico-culturale e ambientale, nonché le attività di rilevante valore sociale, volte principalmente alla formazione giovanile e alla tutela delle categorie più deboli”. 

## Sede
Dal 1993 la sede dell'ente è Palazzo Montecuccoli, in via Emilia Centro, 283, a Modena: un edificio sorto nella seconda metà del Settecento sulle vestigia di una chiesa dedicata a San Biagio, abbattuta nel 1775 nell’ambito del progetto di sistemazione del tracciato della via Emilia voluto da Francesco III. Sull'area della chiesa e della canonica fu costruito, con un progetto di Raimondo Cavazzuti, il palazzo dei Conti Munarini, che divenne successivamente di proprietà della famiglia Montecuccoli degli Erri. Considerevoli sono stati gli interventi progettati e diretti nell’ultimo decennio del secolo scorso dall’ingegnere Vincenzo Maestri per conto del marchese Giuseppe Montecuccoli degli Erri, che conferirono al palazzo, derivato dall’unione di più edifici, l’aspetto che ha tuttora. 

## Attività
Il patrimonio della Fondazione, costituito dal patrimonio dell’Ente Cassa di Risparmio di Modena e da proventi di partecipazioni bancarie dirette e indirette, è totalmente vincolato al perseguimento degli scopi statutari. La Fondazione non può quindi esercitare funzioni creditizie, né erogare finanziamenti o sovvenzioni.
L’ambito di operatività della Fondazione è riferito prevalentemente al territorio della provincia di Modena.
Le aree di intervento sono:
- Arte, attività e beni culturali
- Ricerca scientifica e tecnologica
- Attività di rilevante valore sociale